# Мисури Вали (Ајова)
Мисури Вали (енгл. Missouri Valley) град је у америчкој савезној држави Ајова. По попису становништва из 2010. у њему је живело 2.838 становника.

## Демографија
Према попису становништва из 2010. у граду је живело 2.838 становника, што је -154 (-5.1%) становника више него 2000. године.
| Група             | 2000.         | 2010.         |
| Белци             | 2.949 (98,6%) | 2.729 (96,2%) |
| Афроамериканци    | 0 (0,0%)      | 9 (0,3%)      |
| Азијати           | 2 (0,1%)      | 3 (0,1%)      |
| Хиспаноамериканци | 21 (0,7%)     | 61 (2,1%)     |
| Укупно            | 2.992         | 2.838         |